# Santuário da Lembrança
O Santuário da Lembrança (em inglês Shrine of Remembrance) localizado na St Kilda Road, Melbourne, é um dos maiores memoriais de guerra na Austrália. Foi construído como um memorial para homens e mulheres de Victoria que serviram a Primeira Guerra Mundial, mas logo se tornou como o maior da Austrália devido à morte de 60 mil australianos durante a guerra. Agora ele é usado como um memorial para todos os australianos que já serviram em guerras e é o lugar das observações feitas no ANZAC Day em (25 de Abril) e Remembrance Day em (11 de novembro).

## Galeria de imagens

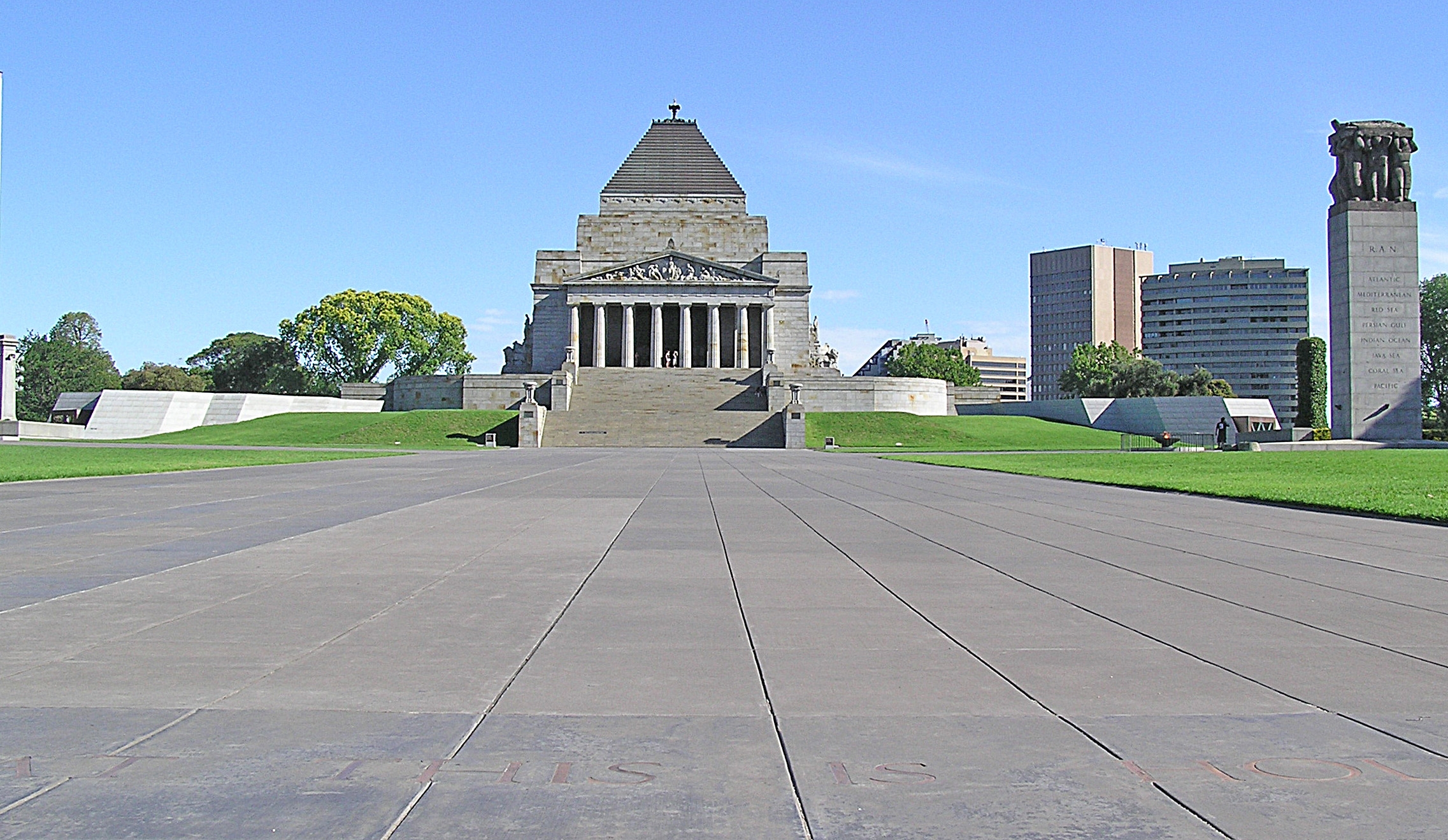
Melbourne Shrine of Remembrance (perspectiva do norte)
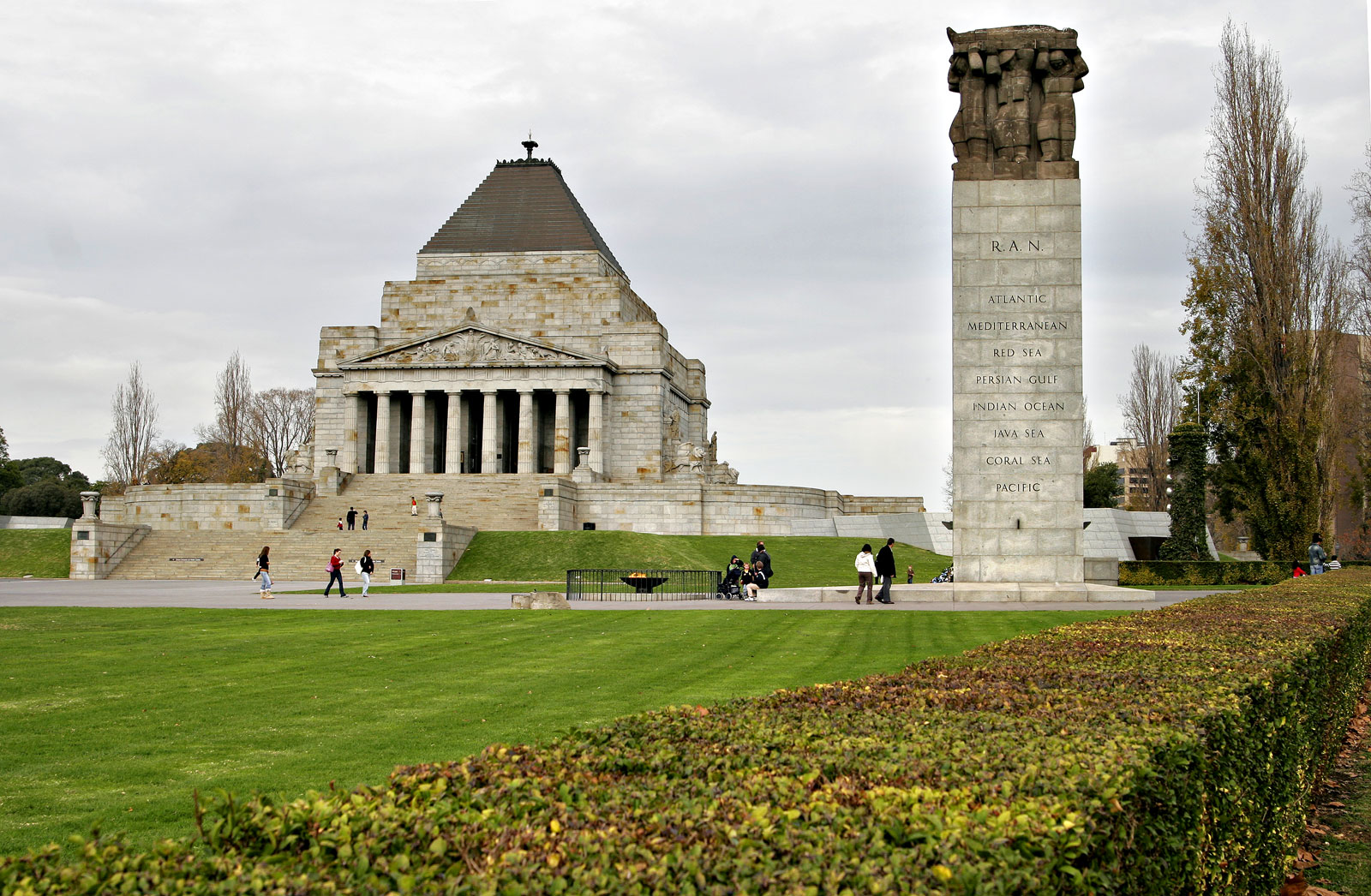
Uma visão da norte do Shrine mostrando muitos visitantes prestando respeito. A parada anual do ANZAC Day aproxima-se do Shrine do norte. Isto mostra as esculturas do lugar, claramente inspiradas pelo Parthenon. A figura central é a "chamada das armas"
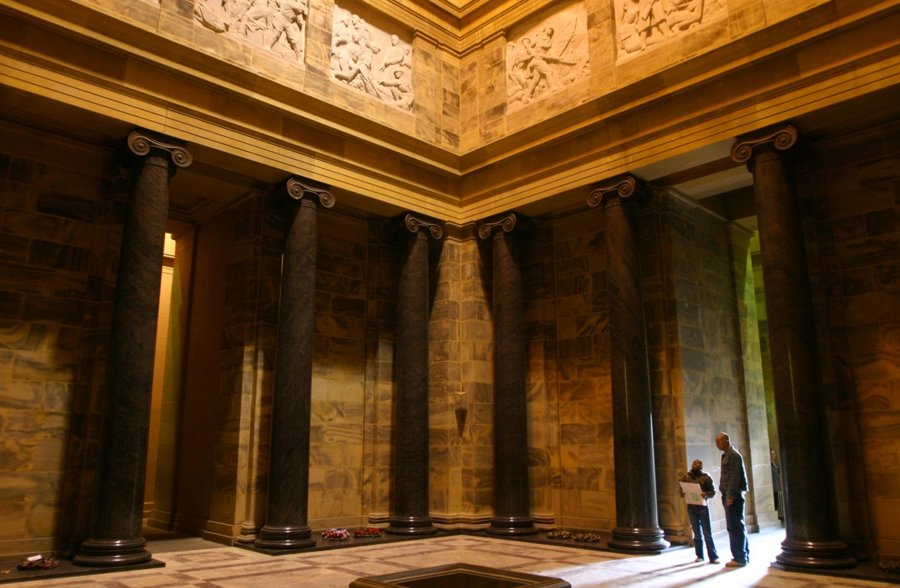
Dentro do Shrine
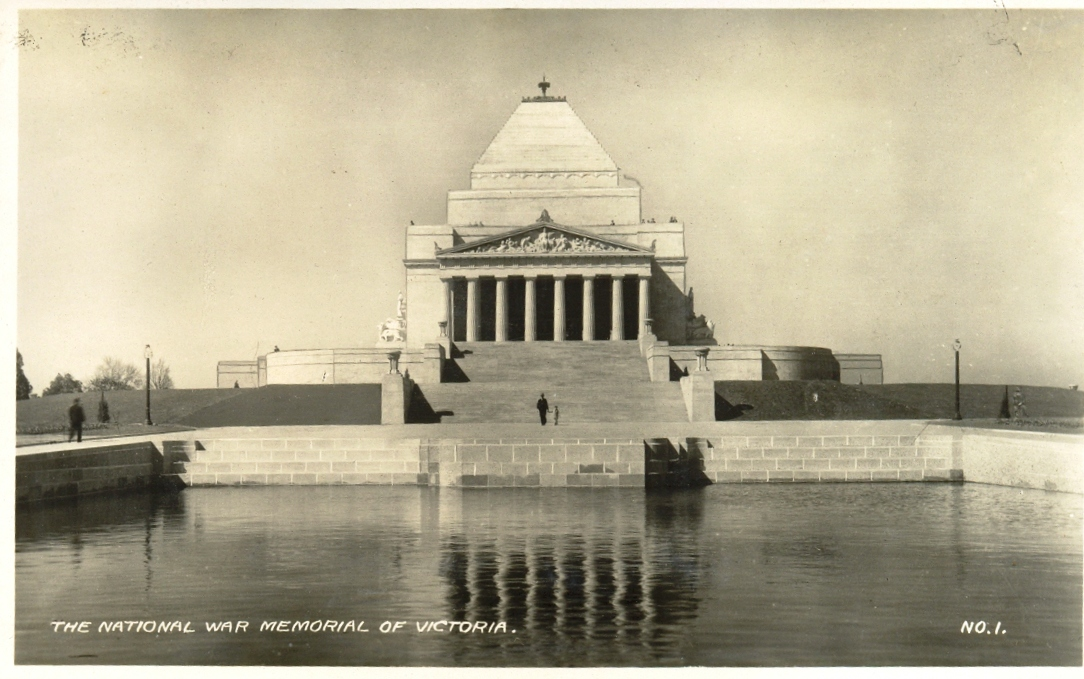
O Shrine em 1930 mostrando o reflexo da piscina aonde o átrio da Segunda Guerra é localizado
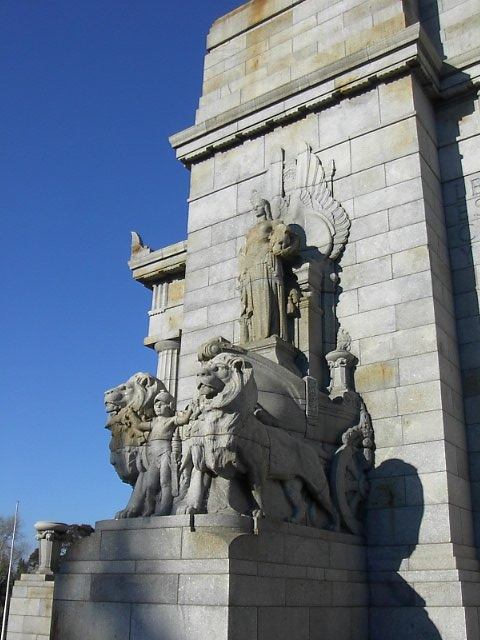
Um dos quatro grupos de estátuas que marcam os cantos do Shrine. As influências dos gregos e assírios podem ser vistas, mas nenhum traço cristão. O quarto grupo de santuários representam a paz, justiça, patriotismo e o sacrifício criados pelo escultor Paul Raphael Montford